# Zawda
Zawda (niem. Sawdin) – wieś w Polsce położona w województwie kujawsko-pomorskim, w powiecie grudziądzkim, w gminie Łasin.

## Podział administracyjny
W latach 1975–1998 miejscowość administracyjnie należała do województwa toruńskiego.

## Demografia
Według Narodowego Spisu Powszechnego (III 2011 r.) wieś liczyła 303 mieszkańców. Jest szóstą co do wielkości miejscowością gminy Łasin.

## Historia
W okresie międzywojennym w miejscowości stacjonowała Placówka Straży Celnej „Zawda”.

## Drogi krajowe
Przez wieś przechodzi droga krajowa nr 16.

## Oświata
We wsi znajduje się szkoła podstawowa.